# Gotham Comedy Club

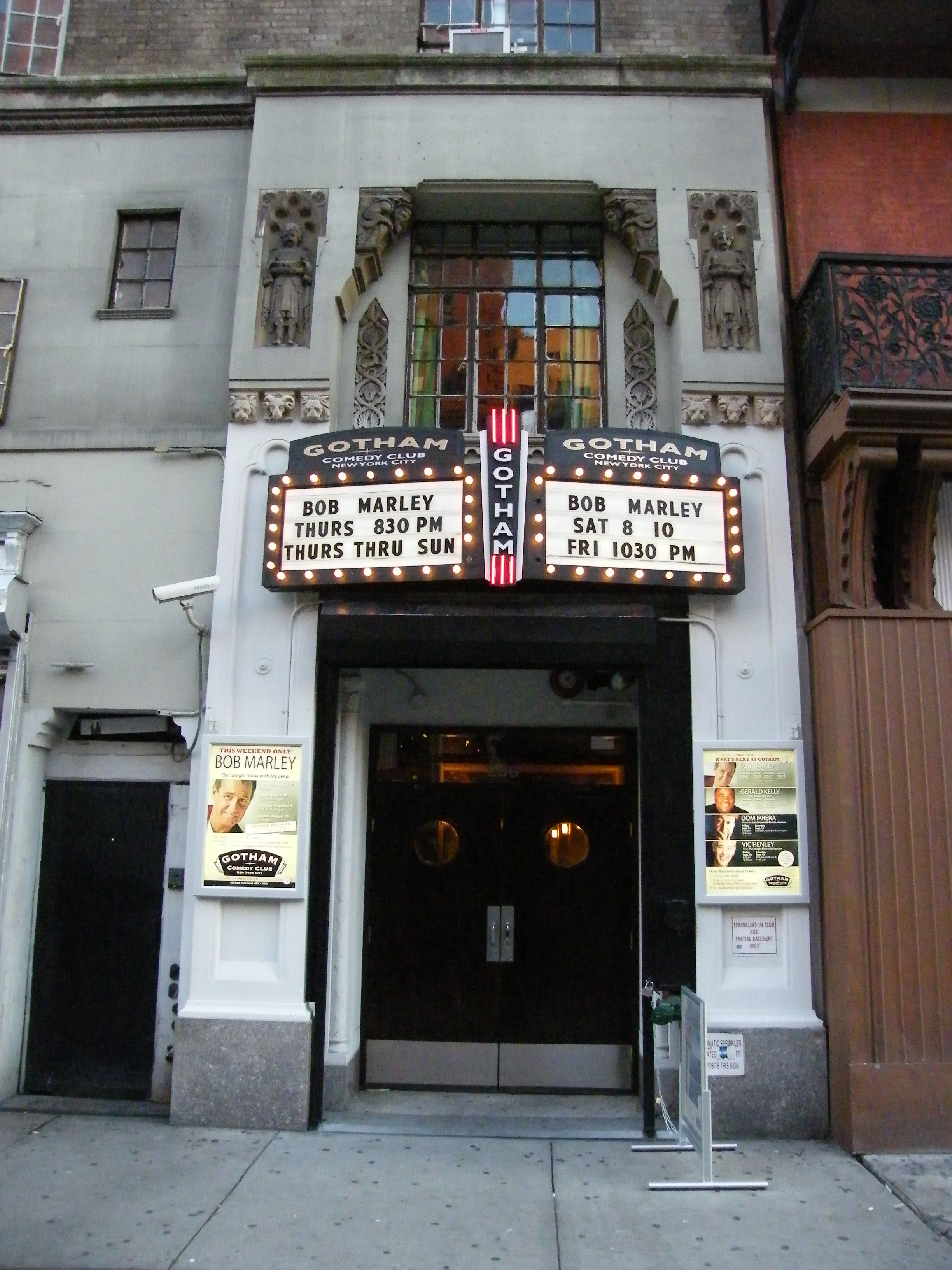
Entrée du Gotham Comedy Club.

Le Gotham Comedy Club est un comedy club situé dans le quartier de Chelsea à New York, aux États-Unis.